# Д’Авалос, Альфонсо
Альфонсо д’Авалос д’Арагона, маркиз ди Пескара и дель Васто (итал. Alfonso d’Avalos d’Aragona, Marchese di Pescara e del Vasto; 25 мая 1502, Искья — 31 марта 1546, Виджевано) — итальянский аристократ, активный участник Итальянских войн на стороне Карла V.

## Биография
Альфонсо д’Авалос родился на острове Искья — родовом владении семьи д’Авалос на территории королевства обеих Сицилий. С юных лет он участвовал в войнах между Францией и империей Габсбургов, в состав которой входил и Неаполь. Со своим двоюродным братом Фернандо Альфонсо д’Авалос сражался при Павии, а во время войны Коньякской лиги вместе с Уго де Монкадой и принцем Оранским руководил обороной Неаполя.
В 1538 году, после смерти кардинала Марино Караччиоло, Карл V назначил маркиза дель Васто губернатором Милана, отошедшего к империи по итогам войны 1536—1538 годов.
В ходе следующей войны д’Авалос командовал имперскими войсками в Северной Италии и потерпел чувствительное поражение от французов в битве при Черезоле 11 апреля 1544 года. Однако армия графа Энгиенского была ослаблена как боевыми потерями, так и решением Франциска I отозвать часть войск из Италии в Бургундию, и не смогла развить успех. Под Серравалле Альфонсо разбил наёмников короля Франции, тем самым положив конец французскому вторжению на Апеннины.

## Альфонсо и искусство Возрождения
Существуют два портрета маркиза дель Васто, выполненные Тицианом — первый из них датируется 1533 годом, а второй («Обращение Альфонсо д’Авалос к солдатам») написан восемь лет спустя, когда Альфонсо приезжал в Венецию на торжества по случаю избрания дожем Пьетро Ландо. Тогда же маркиз заказал великому венецианцу картину «Возложение тернового венца», предназначавшуюся для часовни монастыря Санта-Мария делле Грацие.
На текст стихотворения, сочинённого предполжительно Альфонсо д’Авалосом, один из выдающихся итальянских композиторов эпохи Возрождения Чиприано де Роре написал 4-голосный мадригал «Anchor che col partire». Этот мадригал был весьма популярным, он сохранился во многих источниках, как в оригинальной форме, так и в обработках и инструментальных переложениях. На тот же текст написал мадригал и другой венецианский композитор, товарищ Чиприано де Роре, Периссоне Камбио.

## Семья
После смерти бездетного кузена Фернандо д’Авалос Альфонсо унаследовал титулы маркиза Пескары и сеньора д’Авалос д’Аквино. В браке с Марией д’Арагона (1503—1568) он имел семерых детей:
- Франческо Фердинандо (1530—1571), 5-й маркиз ди Пескара и дель Васто, губернатор Милана (1560—1563), вице-король Сицилии (1568—1571)
- Антония (Антонетта, (ок. 1533—1587). 1-й м. Джан Джакомо II Тривульцио (1557), граф Мусокко; 2-й м. с 1559 г. Орацио де Ланнуа (пос. 1538 – 1597), князь Сульмона
- Иньиго (1535—1600), кардинал-епископ Порто-Санта Руфина
- Чезаре (1536—1614), маркиз Падуле, ж. Лукреция дель Туфо
- Карло (1539—1613)
- Джованни, синьор Монтескальозо и Помарико, ж. Мария Орсини. Без детей
- Беатриче (умерла в родах в 1558), м. Альфонсо де Гевара, граф Потенца, Великий сенешаль Неаполитанского королевства